# Talima
Talima is een geslacht van vlinders van de familie slakrupsvlinders (Limacodidae).

## Soorten
- T. aphasia (Dyar, 1914)
- T. assimilis (Dyar, 1911)
- T. aurora Dyar, 1926
- T. columbiana (Dyar, 1911)
- T. emilia (Dyar, 1908)
- T. filifera Dyar, 1926
- T. flexilinea (Dyar, 1911)
- T. ieco Dyar, 1926
- T. ingenour Dyar, 1926
- T. insulla Dyar, 1927
- T. latescens Butler, 1878
- T. massanaria (Dognin, 1924)
- T. merilone Dyar, 1927
- T. phara (Druce, 1900)
- T. postica Walker, 1855
- T. rubicolor (Dyar, 1906)
- T. samula (Druce, 1895)
- T. sissypha Dyar, 1927
- T. straminea (Schaus, 1892)
- T. sulla (Schaus, 1892)
- T. varians Dyar, 1927